# Blanche Hanalis
Blanche Hanalis est une scénariste américaine née le 11 décembre 1915 et décédée le 27 juillet 1992 à Los Angeles (États-Unis).

## Filmographie
- 1966 : Le Dortoir des anges (The Trouble with Angels)
- 1968 : Where Angels Go, Trouble Follows
- 1973 : From the Mixed-Up Files of Mrs. Basil E. Frankweiler
- 1974 : A Tree Grows in Brooklyn (TV)
- 1974 : Little House on the Prarie (TV)
- 1975 : A Home of Our Own (TV)
- 1976 : Young Pioneers (TV)
- 1976 : Young Pioneers' Christmas (TV)
- 1978 : Le Dernier match (A Love Affair: The Eleanor and Lou Gehrig Story) (TV)
- 1979 : Fish Hawk
- 1980 : Portrait of a Rebel: The Remarkable Mrs. Sanger (TV)
- 1980 : Pleasure Palace (TV)
- 1980 : Le Petit Lord Fauntleroy (Little Lord Fauntleroy)
- 1981 : Big Bend Country (TV)
- 1984 : La Dame aux camélias, de Desmond Davis (téléfilm)
- 1986 : La Colombe de Noël (Christmas Eve) (TV)
- 1987 : The Secret Garden (TV)
- 1988 : I'll Be Home for Christmas (TV)